# Sant Martí d'Estet
Sant Martí d'Estet (en aragonès, Sant Martín de Veri i en castellà i oficialment, San Martín de Veri) és un poble aragonès pertanyent a Bisaürri, comarca de la Ribagorça. El poble se situa a la vora del riu Gavàs, prop del brollador o deu de Verí. S'hi troba l'església de Sant Martí, d'origen romànic.